# Hyacinthoideae
Classification APG II (2003)
Sous-famille
Taxons de rang inférieur
- Voir le texte

Les Hyacinthoideae sont une sous-famille que propose de créer la classification phylogénétique APG II (2003). Cette sous-famille serait rattachée à la famille des Asparagaceae et à l'ordre des Asparagales.
Elle regrouperait la plupart des genres classés dans la famille des Hyacinthaceae par la classification phylogénétique APG I. Citons cependant l'exception notable du genre Ornithogalum qui regagnerait la famille des Liliacées, où il était autrefois placé, en classification classique.

## Remarque
La description de la famille des Asparagaceae devra être revue si cette sous-famille est définitivement adoptée : les jacinthes véritables et les muguets, par exemple, ont en effet des feuilles chlorophylliennes alors que les Asparagacées sont décrites comme ayant leur fonction chlorophyllienne souvent transférée aux tiges.